# Шукрия, Али
Али Шукрия (серб. Али Шукрија, алб. Ali Shukriu; 12 сентября 1919, Косовска-Митровица, КСХС — 6 января 2005, Белград, Сербия и Черногория) — югославский государственный деятель албанского происхождения, председатель Президиума Центрального комитета Союза Коммунистов Югославии в 1984—1985 годах.

## Биография
Изучал медицину и политологию в Белградском университете перед Второй мировой войной. В 1939 году присоединился к коммунистическому движению, арестовывался. В 1940 году стал членом регионального комитета коммунистической партии Югославии в Косово и Метохии. Был участником Народно-освободительной войны и одним из организаторов антифашистского восстания в Косово и Метохии. Являлся секретарем местного комитета КПЮ в Косовской Митровице, политическим комиссаром оперативных партизанских соединений, политкомиссаром штаба оперативной партизанской зоны в Косово.
Занимал ряд ответственных должностей в руководстве Югославии, Республике Сербия (в частности, был министром внутренних дел) и автономном крае Косово. С 1963 по 1967 занимал пост председателя Исполнительного вече (правительства) Косово, с 1981 по 1982 — председатель Президиума (парламента) автономного края.
С 26 июня 1984 по 25 июня 1985 — председатель Президиума ЦК Союза коммунистов Югославии.
Избирался депутатом Народной Скупщины Сербии, членом Центрального комитета Союза объединений борцов народно-освободительной войны Югославии и Сербии, членом Центрального комитета Союза коммунистов Сербии (СКС) и секретариата регионального комитета СКС Косово и Метохии, генеральным секретарем и членом Президиума  Социалистического союза трудового народа Югославии.
Запомнился как проюгославский политик. Оставил политику после забастовки шахтеров в феврале 1989 года. На пенсии жил в Белграде, где и умер.